# Get Well Soon
Get Well Soon es un proyecto musical y una banda del cantante, compositor e instrumentalista alemán Konstantin Gropper (nacido el 28 de septiembre de 1982).
Gropper trabajó tres años en su álbum debut Rest Now, Weary Head! You Will Get Well Soon, que fue lanzado en Alemania, Austria y Suiza por el sello City Slang en enero de 2008, trayendo consigo numerosas críticas muy positivas en las más grandes publicaciones de la escena musical alemana. Las letras son conocidas por su tono filosófico y cínico a veces (por ejemplo Witches! Witches! Rest Now In The Fire y We Are Safe Inside While They Burn Down Our House). El disco entró en las listas de éxitos alemana en el número 28, y su primera gira fue la 19.ª más vendida del país, lo que la convirtió en la banda debutante más exitosa de Alemania en el 2008. El álbum fue lanzado en el Reino Unido e Irlanda en junio de 2008, acompañado de buenas críticas (NME, Word Magazine, Uncut, Artrocker, Guardian). 

## Discografía
EP
- A Secret Cave, A Swan (2005)
- My Tiny Christmas Tragedy (2005)
- Glaciers, Kisses, Apples, Nuts (2006)
- All That Keeps Us From Giving In (2007)
- Songs Against The Glaciation (2008)

Albums
- Rest Now, Weary Head! You Will Get Well Soon (2008) (GER: #28; FR: #92)

Singles
- If This Hat Is Missing I Have Gone Hunting (2008)
- Witches, Witches! Rest Now In The Fire (2008)